# 蒼井翔太
蒼井翔太（日语：／ Aoi Shōta，1987年8月11日—）日本男性聲優兼歌手、舞台劇演員、作詞家、作曲家，福井縣出身，血型為B型，身高174cm。2022年10月15日恢復自由表演者。

## 人物
- 在日本被形容為有着「天使的歌聲」那樣的高音和变幻自在的歌声。
- 有段時期由於被欺負而不上學，因為擁有日本不常见高挺的鼻子和同学开始了变声期自己却还没有变声期而有自卑感。不過由於唱歌，使得他對自己的聲音更有自信。
- 在初中的時候，第一次唱卡拉OK是唱倖田來未的四首單曲「So Into You」，獲得朋友的稱讚後變得經常去唱歌。[4]
- 與同樣是在YAMAHA MUSIC QUEST出身的中村中是好朋友。
- 擅長硬式網球
- 興趣是塔羅牌占卜、美容
- 于武道馆演唱会开始将演唱会取名为WONDER lab. 。

## 經歷
- 1987年8月 在福井縣出生。
- 2004年 原本在家鄉的夏日祭典中的卡拉OK大賽的徵選會中合格了，但是祭典卻因為大豪雨的關係終止舉辦。

後來參加了YAMAHA音樂振興會的TEENS' MUSIC FESTIVAL（ティーンズ・ミュージック・フェスティバル，簡稱TMF）
在全國大會中，SHOWTA.以「柳川昇」的名義代表東海北陸出場參賽。
以中村中（關東甲信越的代表）為首，在其他參賽者發表的原創曲（獨創曲）中，唯一以翻唱曲子（倖田來未的1000の言葉）得到了很高的評價。
參加ヤマハティーンズ・ミュージック・フェスティバル(TMF)大會。得到許多獎項。
參加福井縣大會佳獎・オーディエンス獎W獲獎。
參加うたパラ2004ティーンズ第一名。
參加東海北陸大会ティーンズ第一名。
- 2006年7月 日本放送廣播（全國16個網路）

「TEEN’S MUSIC WAVE」節目內常駐嘉賓。
「SHOWTA.の願い星ロード」節目開始播送。
- 2006年7月1日 SHOWTA.官方網站開放。
- 2006年7月26日 以 SHOWTA. 名義在國王唱片發行了第一張單曲「願い星」，正式歌手出道。[4]
- 2006年10月開始～ CBC廣播・福井放送「いぃざ！SHOWTA.いむ」節目開始播送。
- 2006年11月－12月 FM大阪「正太＆SHOWTA.」節目內常駐嘉賓。
- 2006年11月22日 第二張單曲「Trans-winter～冬の向こう側～」發售。 朝日電視劇愛上無賴男（だめんず・うぉ～か～）的插入曲。
- 2007年4月4日 第三張單曲「ひとしずく」發售。
- 2007年4月－レギュラー節目　FM NACK5「SHOWTA.らんど♪」節目開始播送。
- 2007年7月25日 第四張單曲「君に、風が吹きますように」發售。
- 2008年1月23日 第五張單曲「春なのに」發售。此曲作為日本BS11的節目「伊集院光のばんぐみ」的第9回～第12回的片尾曲。
- 2008年4月1日 NHK「みんなのうた」（中譯：大家的歌）的活動中，其中2008年4月・5月的歌曲「光のゲンちゃん」是由SHOWTA.所演唱。
- 2010年1月14日 以SHOWTA.的名義活動3年後，因始終無法從事務所得到動畫、遊戲相關的工作的安排而表明辭意 [5]，在1月14日跟事務所OurSongs的契約正式結束，變為自由身。[6]
- 2010年2月1日 將藝名更改為「柳ヶ木昇（Ryugaki Noboru）」以動畫歌曲、聲優為目標重新開始活動。
- 2010年7月8日 出演了「NEO GIRLS FESTIVAL TOgether P-WEST」。當時被樂團ULTRA-PRISM（日语：ULTRA-PRISM）的吉他手小池雅也（日语：小池雅也）稱讚很有趣 [6]，隨後將他介紹給了株式會社S（日语：S_(企業)）的社長佐藤裕美。[6] [7]
- 2010年10月 正式被簽入株式會社S（日语：S_(企業)）以「蒼井翔太」的名義開始活動，並在社長的建議下開始學習聲優的相關工作。[6]
- 2011年2月24日 參演遊戲「Black Robinia」的配音正式聲優出道，同年10月演唱了動畫「少年同盟」中的劇中歌，並演出了劇中的松下隆之介一角正式在動畫界中出道，

之後更因出演了「歌之王子殿下」中的美風藍一角而開始受到注目。
- 2013年6月26日 發行了首張迷你專輯「BLUE BIRD」正式以蒼井翔太的名義CD出道。
- 2014年12月3日 出演了OVA「这個男子，正為石化所惱。」的田万里步，是首次擔當動畫主角，並擔當了主題曲「glitter wish」的作詞、作曲與演唱。
- 2015年7月27日 首次參加海外活動「香港動漫電玩節2015 Heartbeat 青年音樂祭」[8]。
- 2015年8月29日 首次參與動畫歌曲最大規模的演唱會「Animelo Summer Live 2015 -THE GATE-」[9]。
- 2016年2月3日 第五張單曲「絶世スターゲイト」發售。TV動畫「夢幻之星Online2」主題曲。
- 2016年3月1日 唱片公司移籍到King Records(KING AMUSEMENT CREATIVE本部)，同時原本由株式會社S（日语：S_(企業)）管理的官方粉絲俱樂部，也轉由King Records來管理。
- 2016年3月13日 首次登上東京日本武道館舉行單獨演唱會『蒼井翔太 LIVE 2016 WONDER lab.～僕たちのsign～』並獲得熱烈的響應。成為第15位登上武道館的聲優，也是第3位以個人男聲優的名義登上武道館的聲優。
- 2017年2月12日 於國立代代木競技場第一體育館舉辦『蒼井翔太 LIVE 2017 WONDER lab.～prism～』演唱會。
- 2017年11月25/26日 於東京兩國國技館舉辦『蒼井翔太 LIVE 2017 WONDER lab. Ø』演唱會。
- 2019年2月9日 於東京武藏野之森綜合體育廣場舉辦『蒼井翔太 LIVE 2019 WONDER lab. I』演唱會。
- 2021年3月6日 於東京日本武道館舉辦『蒼井翔太 ONLINE LIVE at 日本武道館 うたいびと』線上演唱會。

## 演出作品
※粗字為主角、主要角色。

### 電視動畫
2011年
- 少年同盟（松下隆之介）

2012年
- 少年同盟2（松下隆之介）

2013年
- 歌之☆王子殿下♪ 真愛2000%（美風藍）

2014年
- 少年好萊塢（日语：少年ハリウッド）（富井大樹）
- 巴哈姆特之怒（米迦勒）

2015年
- 少年好萊塢 第二季（日语：少年ハリウッド）（富井大樹）
- 鑽石王牌（東條秀明）
- 歌之☆王子殿下♪ 真愛REVOLUTIONS（美風藍）
- 鑽石王牌 –SECOND SEASON–（東條秀明）
- Q版變型金剛 柯柏文歸來之謎：更高人氣者之路（日语：キュートランスフォーマー 帰ってきたコンボイの謎）（飛過山）
- 北斗之拳2 草莓味（琳兒）

2016年
- 疾走王子Alternative（夏凪瞳彌）
- 夢幻之星Online2 The Animation（橘逸樹）
- 未來卡片 戰鬥夥伴DDD（黑渦凱人）
- 初戀怪獸（蓮蓮）
- 月歌。（水無月涙）
- 半田君傳說（小鹿宗介）
- 歌之☆王子殿下♪ 真愛LEGEND STAR（美風藍）
- 超心動！文藝復興（土筆茂音）
- 我太受歡迎了，該怎麼辦？（朱）

2017年
- 新選組鎮魂歌 二分之一（原田左之助）[10]
- MARGINAL#4 KISS從此創造Big Bang（新堂翼）
- 王室教師海涅（里希特·馮·古蘭茲來赫[11]）
- 喧嘩番長 乙女－Girl Beats Boys－（日语：喧嘩番長 乙女）（金春貴之[12]）
- 戰姬絕唱SYMPHOGEAR AXZ（卡里奧斯特羅）
- 跳水男孩（辻利彥）
- DYNAMIC CHORD（天城成海）

2018年
- POP TEAM EPIC（蒼井翔太）※真人出演
- 三次元女友 REAL GIRL（伊東悠人[13]）
- 卡利古拉（鍵P／響鍵介）
- DEVILSLINE 惡魔戰線（吉井健一）
- 千銃士（斯普林菲爾德[14]）
- GRAND BLUE碧藍之海（混音A）

2019年
- 三次元女友 REAL GIRL 第2期（伊東悠人）
- Demension High school（次元的使者）
- 明治東京戀伽（滝 廉太郎 ）
- 傀儡馬戲團（汀·麥斯特〈少年〉）
- 一弦定音（神崎澪）
- 星光王子 KING OF PRISM -Shiny Seven Stars-（如月琉銥）
- 卡羅爾與星期二（彼得）
- 我不是說了能力要平均值嗎？（神明）
- 鑽石王牌 actII（東條秀明）

2020年
- 辣妹與恐龍 （蒼井翔太）
- 月歌。THE ANIMATION 2（水無月涙、水無月怜、涙〈幼少期〉、怜〈幼少期〉）
- 轉生成女性向遊戲只有毀滅END的壞人大小姐（吉奧多·史提亞德）
- 超異域公主連結 Re:Dive（霸瞳皇帝）

2021年
- 金塔馬尼犬（金塔）
- 2.43 清陰高中男子排球社（棺野秋人）
- 卡片戰鬥!! 先導者 overDress（近導遊悠）
- 擾亂 THE PRINCESS OF SNOW AND BLOOD（月城真琴）
- 轉生成女性向遊戲只有毀滅END的壞人大小姐X（吉奧多·史提亞德）
- 新幹線戰士Z（嵐山銀河）
- VISUAL PRISON 視覺監獄（海德·傑伊）

2022年
- 自稱賢者弟子的賢者（克雷歐斯[15]）
- 超異域公主連結 Re:Dive Season 2（霸瞳皇帝）
- 卡片戰鬥!! 先導者 will+Dress（近導遊悠）
- 黑之召喚士（庫萊夫·提拉傑）
- POP TEAM EPIC（第2期）（蒼井翔太）※真人出演
- 名偵探柯南 犯人·犯澤先生（犯澤真人[16]）
- VAZZROCK THE ANIMATION（水無月涙）

2023年
- 突然降臨的埃及神2（烏涅特[17]）
- 屍體如山的死亡遊戲（旅鼠軍團）
- 我的新上司是天然呆（陪伴熊熊）

2024年
- 被稱為廢物的原英雄，被家裡流放後隨心所欲地活下去（亞倫[18]）
- 妖怪學校的菜鳥老師！（たかはし明[19]）

### OVA
2014年
- 这個男子，正為石化所惱。（田万里步）

### 動畫電影
2016年
- 星光少男 KING OF PRISM by PrettyRhythm（如月琉銥）

2017年
- 星光少男 KING OF PRISM -PRIDE the HERO-（如月琉銥）

2019年
- 劇場版 王室教師海涅（里希特·馮·古蘭茲來赫）
- 劇場版 歌之☆王子殿下♪ 真愛KINGDOM（美風藍）

2020年
- 星光王子 KING OF PRISM ALL STARS -星光時尚秀 ☆ Best Ten-（如月琉銥）

2021年
- 美少女戰士Eternal（魚之眼）

2023年
- 劇場版 轉生成女性向遊戲只有毀滅END的壞人大小姐（吉奧多·史提亞德[20]）

2024年
- RABBITS KINGDOM THE MOVIE（水無月淚）
- 星光王子 KING OF PRISM -Dramatic PRISM.1-（如月琉銥[21]）

2025年
- 愉快動物餅 THE MOVIE（河馬[22]）
- 劇場版 歌之☆王子殿下♪ TABOO NIGHT XXXX（美風藍[23]）
- 星光王子 KING OF PRISM -Your Endless Call-（如月琉銥[24]）

### 網路動畫
2017年
- 梦王国与沉睡的100王子 短篇动画（賽伊）

2021年
- 突然降臨的埃及神（烏涅特）

2025年
- 迪士尼 扭曲仙境 動畫版（Ortho Shroud[25]）

### 遊戲
2011年
- Black Robinia（鑑識）
- 歌之王子殿下♪ Repeat（司会者）

2012年
- 歌之王子殿下♪ Debut（美風藍）

2013年
- 歌之王子殿下♪ All Star（美風藍）
  - 歌之王子殿下♪ MUSIC 2（美風藍）
- 女将のキミに（北條新）

2014年
- 妖怪米飯（ケイ）
- 碧藍幻想（エルタ）
- 巴哈姆特之怒
- Sky・Lore（希望を胸に旅する王子様）
- DYNAMIC CHORD feat.[reve parfait]（天城成海）
- BinaryStar（日语：BinaryStar）（サクライ・ナチ）
- Voice Meets Girl〜幸运的灰姑娘〜（桐谷奏太）
- UTA☆PRI ISLAND (iOS)（美風藍）

2015年
- 歌之王子殿下♪ All Star After Secret（美風藍）
- Cafe Cuillere 〜カフェ キュイエール〜（佐久間湊）
- 源氏恋絵巻（日语：源氏恋絵巻）（六条之君）
- 小林可愛到爆！連遊戲也萌到最高點(*´ェ`*)（上杉知永）
- 巴哈姆特之怒（バロン・ダブルフィール）
- 大正 × 對稱愛麗絲（日语：大正×対称アリス）（白雪）
- 忍務遂行（都築奏）
- BELIEVER!（舞川臣）
- 疾走王子（夏凪瞳彌）
- Boy Friend(仮)（寶生瑞季）
- 新楓之谷（史烏）
- 夢王國與100位沉睡的王子殿下（賽伊、米切爾）
- LOVE QUIZ（ハヅキ）
- UTA☆PRI ISLAND (Android)（美風藍）

2016年
- 在茜色的世界與君詠唱（森蘭丸）
- 美男戰國 跨越時空之戀～嶄新的相遇～（森蘭丸）
- 歌之王子殿下♪ MUSIC 3（美風藍）
- Collar×Malice（日语：Collar×Malice）（一色康弘）
- 卡利古拉（響鍵介、カギP）
- GARM STRUGGLE〜狂鎖の番狗〜（一色亞蘭）
- 喧嘩番長 乙女（金春貴之）
- 世界樹迷宮V 漫長神話的盡頭
- 大正 × 對稱愛麗絲 all in one（日语：大正×対称アリス）（白雪）
- 音樂遊戲 バンドやろうぜ!（來組樂團吧!）（鳳葵陽）
- 夢幻之星Online 2 es（逸樹）
- Blackish House ←sideZ（阿久根セラ）
- 超心動！文藝復興（土筆茂音）
- Black Rose Suspects（ティミー・ドノバン）
- 歌之王子殿下Shining Live(美風藍)

2017年
- 美男戰國◆～穿越時空的愛戀～（森蘭丸）
- Side Kicks!（リコ）

2018年
- 超異域公主連結 Re:Dive（霸瞳皇帝／尤絲蒂亞娜）
- DREAM!ing（三毛門紫音）
- 美男演唱會 為你獻上戀歌（銀波律）
- イケメンヴァンパイア 偉人たちと恋の誘惑（アイザック•ニュートン）
- 明治東京戀伽～high colour date～（瀧廉太郎）
- Starry Palette（櫻井桃真）
- 動物偶像（NOA）

2020年
- 寶可夢大師（赤紅）

2021年
- Crash Fever（萊特兄弟/奧維爾&威爾伯）
- 英雄傳說 黎之軌跡 (梅魯奇歐)

2023年
- 聖火降魔錄 Engage（羅薩德）

2024年
- 聖火降魔錄 英雄雲集（羅薩德）

### 手機目錄
- ボイスサプリ（Vol.8 光里）
- 闇影詩章｜Shadowverse （霸瞳皇帝）

### 廣播劇CD
2013年
- 惡作劇之吻 第二章 -求婚篇-（入江裕樹〈成人〉）
- 戰國陪睡系列 Vol.3 石田三成篇（石田三成）
- 月歌。廣播劇! 其之3（水無月涙）

2014年
- 銀河偶像☆超男友 04.土星的チザネ（チザネ）
- 銀河偶像☆超男友 04.續・土星的チザネ　再來一份!（チザネ）
- 月歌。廣播劇! 其之4（水無月涙）
- 月歌。廣播劇! 魔王大人IN通販仙境（水無月涙）
- 電波教師（柿谷）※第12卷限定版附錄CD
- √HAPPY+SUGAR=DARLIN 3rd 蘭蘭（來宮蘭蘭）
- MANSHIN莊秘密服務（夏目ユキ）
- MANSHIN莊秘密服務選集（夏目ユキ）
- MANSHIN莊秘密服務 恐怖! 突入廢棄病院! （夏目ユキ）
- 余命彼氏　-限りある時間-（昴）

2015年
- ACTORS - Drama Edition -［EAST］(蘆原倖乎)
- 喧嘩番長 乙女角色歌曲CD Vol.2「Fight Like Dancing!」迷你廣播劇「キズナタッグマッチ」（金春貴之）
- 「PSYCHO-PASS 心靈判官 追跡者 縢秀星」（小兒潛在犯）
- 電視動畫「鑽石王牌-SECOND SEASON-」原創廣播劇CD 青道高校、去泡溫泉＋α（東条秀明）
- 全力少年達のおうた & とりあいCD 3年生ユニット ユズル&セナ（結城ユズル）
- 月歌。廣播劇! 其之6（水無月涙）
- √HAPPY+SUGAR=IDOL 2nd 蘭蘭（來宮蘭蘭）
- 年底了唷★數羊助眠系列　sleep sleep sheep choice〜高校生篇〜（春平）
- 「放送禁止。」（春山哲哉）
- 來到星空旅館♪ 樂器們的悄悄話廣播劇CD（春一）
- MANSHIN莊秘密服務 School×Scramble！ 潛入星之森學員！（夏目ユキ）

2016年
- 五星王子～Complete・Collection～（桐野龍臣）
- 鮮度100%的Kiss CD 「FRESH KISS 100%」3rd Twinkle（ルカ）
- WONDER CORONA！「ビバ★ラッ★チュ」（新堂翼）
- WONDER CORONA！「サマジェラ」（新堂翼）

2017年
- Duel・Gig! vol.1 -Fairy April EDITION-（鳳葵陽）

### DVD
- Animelo Summer Live 2015 -THE GATE- 8.29
- Animelo Summer Live 2016 -TOKI-     8.28
- Animelo Summer Live 2017 -THE CARD- 8.26
- Animelo Summer Live 2018 -OK!- 8.26
- Animelo Summer Live 2019 -STORY- 9.1
- 歌之王子殿下 Maji LOVELIVE 3rd STAGE
- 歌之王子殿下 Maji LOVELIVE 4th STAGE
- 歌之王子殿下 Maji LOVELIVE 5th STAGE
- 歌之王子殿下 Maji LOVELIVE 6th STAGE
- Quartet Night live 2017 Evolution
- Quartet Night live 2018 Future
- 極上文學IV『藪之中』
- 極上文學V『K的昇天 〜或K的溺死〜』
- シブヤ×アキバ
- 春風外傳
- 人狼對決〜人狼VS探偵〜[81]
- 月歌。 春日粉絲祭 2014
- 心跳食譜 〜歡迎蒞臨執事廚房〜小野賢章&蒼井翔太〜
- 舞台劇『夢幻之星Online2 －ON STAGE－』
- 女神异闻录3 the Weird Masquerade〜青の覚醒〜
- 女神异闻录3 the Weird Masquerade〜群青の迷宮〜
- 女神异闻录3 the Weird Masquerade〜蒼鉛の結晶〜
- モテ福2
- モテ福3
- モテ福4
- 余白な僕ら
- Rejet Fes.2016-ONLY ONE-DVD
- Valkyrie 〜Story from RHINE GOLD〜

### 廣播節目
時期不明
- いいざ!SHOWTA.いむ（CBC廣播制作、FBC廣播網路放送）
- SHOWTA.の番組なんでしょう?（東北放送）
- SHOWTA.のBEアンビシャス（STV廣播制作）
- SHOWTA.らんど♪（FM NACK5　每周四21:40～21:55）

2012年
- 佐藤ひろ美のひろらじ（日语：佐藤ひろ美のひろらじ）（第36回、2月9日 ）

2013年
- 佐藤ひろ美のひろらじ（日语：佐藤ひろ美のひろらじ）（第60回 - 第138回、1月10日 - 2015年12月31日、アシスタント）
- Radio巴哈姆特之怒（HiBiKi Radio Station：12月11日 -）

2014年
- 蒼井翔太の青空サンシャイン with ジョイまっくす（HiBiKi Radio Station：5月12日 - 9月7日）
- アニメイト音楽館（アニメイトTV：9月29日 -）
- 月刊 新・男前通信〜月刊 蒼井翔太（モバイルA&G：10月3日 - 11月28日）

2015年
- 蒼井翔太の癒されNight（モバイルA&G+：1月10日 -10月31日）
- 蒼井翔太の青空サンシャイン with ジョイまっくすポコ（HiBiKi Radio Station：6月29日 -： 7月27日）
- 鑽石王牌 〜Net甲子園〜（HiBiKi Radio Station：8月4日 - 2016年4月12日、正規主持人）

2016年
- アッパレやってまーす！（MBS Radio：3月31日-、星期四班底）
- 『夢幻之星Online2 THE ANIMATION』〜清雅學園生徒会Radio!〜（Animate TV：2月17日 - 3月30日）
- フューチャーラジオ バディファイトSSS（HiBiKi Radio Station：5月7日 - ）
- 斗々丸・金春の喧嘩番長 乙女 とことんトトコンラジオ（日语：喧嘩番長_乙女#.E3.82.A4.E3.83.B3.E3.82.BF.E3.83.BC.E3.83.8D.E3.83.83.E3.83.88.E3.83.A9.E3.82.B8.E3.82.AA）（音泉：2016年5月 -。與KENN共同主持）
- TVアニメ初恋モンスター「…で、俺のラジオだけど、どうする?」（音泉：2016年7月1日 - ）

### 廣播劇
- TBS Radio エブ★ラジ 夜之連續手機小説「放送禁止。」（春山哲哉）

### 舞台劇
- 幻影天使（2009年3月） - 花島咲
- パパ、I LOVE YOU!　～It Runs in the Family～（2009年6月3日 - 14日） - 護士
- シブヤ×アキバ（2010年8月27日 - 29日） - 隆一
- Moon War ……月は黄色か、白、黒か…… （2010年9月22日 - 26日） - アトラ
- 極上文學第4彈 『竹林中』（2013年6月12日 - 2013年6月16日） - 女人(妻子)
- 余白な僕ら（2013年10月30日 - 11月4日）- 篤郎
- 極上文學第5彈『K的升天～或K的溺死～』（2013年11月27日至2013年12月3日） - 僕
- 『女神軼聞錄 3 the Weird Masquerade ～青の覚醒～』（2014年1月8日至2014年1月12日） - 汐見朔也
- 春風外傳(2014年3月20日-23日） - 桃奴
- 『女神軼聞錄 3 the Weird Masquerade ～群青の迷宮～』（2014年9月16日 - 2014年9月23日） - 汐見朔也
- SUPER SOUND THEATRE「Valkyrie 〜Story from RHINE GOLD〜」（2014年11月1日 - 2日） - アスク・エムブラ
- 『夢幻之星Online2 －ON STAGE－』（2014年12月4日 - 2014年12月7日） - タクヤ
- 春風外傳（2015年4月9日-12日） - 桃奴
- 『女神軼聞錄 3 the Weird Masquerade ～蒼鉛の結晶～』（2015年6月5日 - 2015年6月13日） - 汐見朔也
- TOKYO七福神GEKIJO『PRINCE KAGUYA』(2015年11月28日- 2015年12月6日） - 主演·Kaguya(輝夜)、Luna、Aoi、嬰兒的聲音。
- 烈！バカフキ（2016年4月14日） - 每日輪替演出（日替）
- Relic〜tale of the last ninja〜（2016年5月28日 - 29日） - 庄司甚内
- スマイルマーメイド （页面存档备份，存于） (2016年12月1日-5日) - 主演マリナ　シアター1010
- スマイルマーメイド　(2016年12月10日-12日)-主演マリナ　シアター・ドラマシティ
- シンフォギアライブ2018(2018年3月3日-4日)-カリオストロ　武蔵野の森総合スポーツプラザ
- PERSONA3 the Weird Masquerade～藍の誓約～(2017年4月16日)-主演汐見朔也
- PERSONA3 the Weird Masquerade～碧空の彼方へ～(2017年4月21日)-主演汐見朔也
- 王室教師海涅THE MUSICAL I(2017年9月7日－9月10日)-主演リヒト　Zeppブルーシアター六本木
- 王室教師海涅THE MUSICAL I(2017年9月16日－9月18日)-主演リヒト　森ノ宮ピロティホール
- 王室教師海涅THE MUSICAL II(2019年4月11日－4月14日)主演リヒト　東京ドームシティホール
- 王室教師海涅THE MUSICAL II(2019年4月27日－4月28日)主演リヒト　神戸国際会館こくさいホール
- WEST SIDE STORY(2019年11月6日－2020年1月13日)主演トニー

### 朗讀劇
- ぼくは明日、昨日のきみとデートする(2019年3月16日)主演南山高寿　オルタナティブシアター

### 電視節目
- モテ福（日语：モテ福）（小蒼井、カンヌシメジ的聲音、獅子君的聲音、ポジ男的聲音）
- THEカラオケ★バトル（日语：THEカラオケ★バトル）（2014年9月17日 [注 1]、2014年11月19日 [注 2]）
- それゆけ!ゲームパンサー!（日语：それゆけ!ゲームパンサー!）（第80回目）
- アニメマシテ（日语：アニメマシテ）（2014年5月13日・20日放送分。與小野賢章共同出演）
- NAOMIの部屋（2016年4月30日）

### 電視劇
- REAL⇔FAKE（2019年9月1日） - 朱音

## 音樂作品

### 單曲
| 張數     | 發售日期       | 標題                         | 規格編號                        | 規格編號  | 最高位  |
| 張數     | 發售日期       | 標題                         | 初回限定盤                      | 通常盤    | 最高位  |
| SHOWTA.  | SHOWTA.        | SHOWTA.                      | SHOWTA.                         | SHOWTA.   | SHOWTA. |
| -------- | -------------- | ---------------------------- | ------------------------------- | --------- | ------- |
| 1st      | 2006年7月26日  | 願い星                       | -                               | KICM-1169 | 119位   |
| 2nd      | 2006年11月22日 | Trans-winter～冬の向こう側～ | -                               | KICM-1182 | 32位    |
| 3rd      | 2007年4月4日   | ひとしずく                   | -                               | KICM-1198 | 31位    |
| 4th      | 2007年7月25日  | 君に、風が吹きますように     | -                               | KICM-1209 | 95位    |
| 5th      | 2008年1月23日  | 春なのに                     | -                               | KICM-1226 | 90位    |
| 6th      | 2008年4月23日  | 光のゲンちゃん               | -                               | KICM-1235 | 140位   |
| 蒼井翔太 |                |                              |                                 |           |         |
| 1st      | 2014年1月15日  | Virginal                     | QECB-90056                      | QECB-56   | 8位     |
| 2nd      | 2014年8月6日   | TRUE HEARTS                  | QECB-90065（A） QECB-90066（B） | QECB-65   | 13位    |
| 3rd      | 2014年12月3日  | 秘密のクチヅケ               | QECB-90067                      | QECB-67   | 11位    |
| 4th      | 2015年9月2日   | MURASAKI                     | QECB-90075（A） QECB-90076（B） | QECB-75   | 6位     |
| 5th      | 2016年2月3日   | 絶世スターゲイト             | QECB-90078                      | QECB-78   | 7位     |
| 6th      | 2016年7月27日  | イノセント                   | KICM-91704                      | KICM-1704 | 19位    |
| 7th      | 2016年10月19日 | DDD                          | KICM-91720                      | KICM-1720 | 11位    |
| 8th      | 2017年1月25日  | flower                       | KICM-91748                      | KICM-1748 | 11位    |
| 9th      | 2018年5月9日   | Eclipse                      | KICM-91843                      | KICM-1843 | 7位     |
| 10th     | 2019年4月10日  | Tone                         | KICM-91929                      | KICM-1929 | 10位    |
| 11th     | 2019年10月2日  | Harmony                      | KICM-91981                      | KICM-1981 | 6位     |
| 12th     | 2020年4月29日  | BAD END                      | KICM-92047                      | KICM-2047 | 8位     |
| 13th     | 2021年7月14日  | give me ♡ me                 | KICM-92091                      | KICM-2091 | 16位    |
| 數位     | 2022年10月9日  | PSYCHO:LOGY                  |                                 |           |         |
| 數位     | 2023年1月18日  | Key to My Heart              |                                 |           |         |
| 數位     | 2024年3月29日  | EVOLVE                       |                                 |           |         |

### 專輯

#### 原創專輯
| 張數     | 發售日         | 標題      | 規格編號                                  | 規格編號  | 最高位  |         |
| 張數     | 發售日         | 標題      | 初回限定盤                                | 通常盤    | 最高位  |         |
| SHOWTA.  | SHOWTA.        | SHOWTA.   | SHOWTA.                                   | SHOWTA.   | SHOWTA. | SHOWTA. |
| -------- | -------------- | --------- | ----------------------------------------- | --------- | ------- | ------- |
| 1st      | 2008年3月5日   | EVE       | KICS-91332                                | KICS-1332 | 115名   |         |
| 蒼井翔太 |                |           |                                           |           |         |         |
| 1st      | 2015年4月22日  | UNLIMITED | QECB-91067（A） QECB-91068（B）           | QECB-1067 | 7位     |         |
| 2nd      | 2017年10月11日 | Ø         | KIZC-417/8（CD+BD） KIZC-419/20（CD+DVD） | KICS-3533 | 7位     |         |
| 3rd      | 2023年11月8日  | DETONATOR | KICS-94124                                | KICS-4124 | 12位    |         |

#### 迷你專輯
| 張數     | 發售日        | 標題      | 規格編號   | 規格編號  | 最高位   |          |
| 張數     | 發售日        | 標題      | 初回限定盤 | 通常盤    | 最高位   |          |
| 蒼井翔太 | 蒼井翔太      | 蒼井翔太  | 蒼井翔太   | 蒼井翔太  | 蒼井翔太 | 蒼井翔太 |
| -------- | ------------- | --------- | ---------- | --------- | -------- | -------- |
| 1st      | 2013年6月26日 | BLUE BIRD | QECB-91058 | QECB-1058 | 20名     |          |
| 2nd      | 2024年12月4日 | Collage   | KICS-94180 | KICS-4180 | 24名     |          |

#### 精選輯
| 張數     | 發售日        | 標題         | 規格編號   | 規格編號   | 規格編號  | 最高位  |
| 張數     | 發售日        | 標題         | CD+BD      | CD+DVD     | CD        | 最高位  |
| SHOWTA.  | SHOWTA.       | SHOWTA.      | SHOWTA.    | SHOWTA.    | SHOWTA.   | SHOWTA. |
| -------- | ------------- | ------------ | ---------- | ---------- | --------- | ------- |
| 1st      | 2016年7月6日  | SHOWTA. BEST | -          | KICS-93392 | KICS-3392 | 21位    |
| 蒼井翔太 |               |              |            |            |           |         |
| 1st      | 2016年5月18日 | S            | QECB-91078 | QECB-91079 | QECB-1078 | 4位     |

#### CD發行記念活動
- 蒼井翔太7thシングル「DDD」発売記念　(2016年12月24日)
- 蒼井翔太2ndアルバム「Ø(ゼロ)」発売記念　(2017年12月24日)
- 9thシングル「Eclipse」発売記念(2018年7月15日、22日)

### 演唱會專輯
| 張數 | 發售日         | 標題                                                                              | 規格編號           | 規格編號   |
| 張數 | 發售日         | 標題                                                                              | BD                 | DVD        |
| ---- | -------------- | --------------------------------------------------------------------------------- | ------------------ | ---------- |
| 1st  | 2016年10月19日 | 蒼井翔太 LIVE 2016 WONDER lab. 〜僕たちのsign〜                                   | KIXM-253/4         | KIBM-592/3 |
| 2nd  | 2017年8月9日   | 蒼井翔太 LIVE 2017 WONDER lab. 〜prism〜                                          | KIXM-290/1         | KIBM-670/1 |
| 3rd  | 2018年6月27日  | 蒼井翔太 LIVE 2017 WONDER lab. Ø                                                  | KIXM-327/8         | KIBM-732/3 |
| 4th  | 2019年8月21日  | 蒼井翔太 LIVE 2019 WONDER lab. I                                                  | KIXM-388/9         | KIBM-803/4 |
| 數位 | 2021年8月11日  | LIVE『蒼井翔太 ONLINE LIVE at 日本武道館 うたいびと / documentary of うたいびと』 |                    |            |
| 5th  | 2022年6月29日  | 蒼井翔太 LIVE 2021-2022 WONDER lab. coRe                                          | KIXM-KIXM-499～500 |            |
| 6th  | 2023年6月28日  | 蒼井翔太 LIVE 2023 WONDER lab. Garden                                             | KIXM-545           |            |
| 7th  | 2024年6月26日  | 蒼井翔太 LIVE 2024 WONDER lab. DETONATOR                                          | KIXM-586           |            |
| 8th  | 2025年6月25日  | 蒼井翔太 LIVE 2024 WONDER lab. Collage                                            | KIXM-630～1        |            |

### 商業搭配一覽
| 歌曲                         | 相關作品                                                                | 年份    |
| SHOWTA.                      | SHOWTA.                                                                 | SHOWTA. |
| ---------------------------- | ----------------------------------------------------------------------- | ------- |
| Trans-winter〜冬の向こう側〜 | 朝日電視台系電視劇『だめんず・うぉ〜か〜』插入曲                        | 2006年  |
| 君に、風が吹きますように     | TBS電視台電視台『アイチテル!』2007年8・9月度片尾曲                      | 2007年  |
| 春なのに                     | 日本BS放送『伊集院光のばんぐみ』第9回 - 第12回片尾曲                    | 2008年  |
| 光のゲンちゃん               | 日本放送協會『みんなのうた』2008年4月・5月度放送曲                      | 2008年  |
| えくぼ                       | 電影『醜女大翻身（日本版）』插入曲                                      | 2009年  |
| 蒼井翔太                     |                                                                         |         |
|                              | Drama CD《》主題曲                                                      | 2011年  |
|                              | Drama CD《美男大奧》主題曲                                              | 2012年  |
|                              | 朝日電視台《BREAK OUT》2013年6月度片尾曲                                | 2013年  |
| Virginal                     | 朝日電視台《BREAK OUT》2014年1月度片尾曲                                | 2014年  |
|                              | 朝日電視台《BREAK OUT》2014年12月度片頭曲                               | 2014年  |
| glitter wish                 | OVA《這個男子、為石化而煩惱》主題曲                                     | 2014年  |
| UNLIMITED                    | 朝日電視台《BREAK OUT》2015年4月度片尾曲                                | 2015年  |
|                              | 舞台劇《》主題曲                                                        | 2015年  |
| MURASAKI                     | 舞台劇《PRINCE KAGUYA》主題曲                                           | 2015年  |
| MURASAKI                     | 朝日電視台《BREAK OUT》2015年9月度片頭曲                                | 2015年  |
| 絶世スターゲイト             | 電視動畫《夢幻之星Online2》主題曲                                       | 2016年  |
| 汝の言霊                     | 電視動畫『この男子、魔法がお仕事です。』主題曲                          | 2016年  |
| イノセント                   | 電視動畫『初戀怪獸』片頭曲                                              | 2016年  |
| DDD                          | 電視動畫『未來卡片 戰鬥夥伴DDD』片頭曲                                  | 2016年  |
| Endless Song                 | 舞台劇『微笑美人魚～THE SMILE MERMAID～』主題曲                         | 2016年  |
| flower                       | TBS系『國王的早午餐』2017年1月度片尾曲                                  | 2017年  |
| Eclipse                      | 電視動畫『DEVILSLINE 惡魔戰線』片頭曲                                   | 2018年  |
| Tone                         | 電視動畫『一弦定音！』片頭曲                                            | 2019年  |
| Harmony                      | 電視動畫『一弦定音！第2季』片頭曲                                       | 2019年  |
| Fake of Fake                 | 電視迷你劇『REAL⇔FAKE』片尾曲                                           | 2019年  |
| BAD END                      | 電視動畫『轉生成女性向遊戲只有毀滅END的壞人大小姐』片尾曲               | 2020年  |
| give me ♡ me                 | 電視動畫『轉生成女性向遊戲只有毀滅END的壞人大小姐X』片尾曲              | 2021年  |
| 硝子のくつ                   | 電視迷你劇『REAL⇔FAKE 2nd Stage』片尾曲                                 | 2021年  |
| Baby Steady Go!!             | 遊戲『轉生成女性向遊戲只有毀滅END的壞人大小姐～掀起波瀾的海盜～』片頭曲 | 2021年  |
| PSYCHO:LOGY                  | 電視動畫『pop子和pipi美的日常第2季』片頭曲                              | 2022年  |
| Key to My Heart              | 電視迷你劇『REAL⇔FAKE Final Stage』片尾曲                               | 2023年  |
| 8th HEAVEN                   | 同志電視劇『單人房的天使』片頭曲                                        | 2023年  |
| EVOLVE                       | 電視動畫『被稱為廢物的原英雄，被家裡流放後隨心所欲地活下去』片頭曲      | 2024年  |

### 参與作品
| 發售日   | 標題                                                                                     | 名義 | 樂曲 | 合作作品                                              |  |
| 2011年   | 2011年                                                                                   | 2011年 | 2011年 | 2011年                                                |  |
| -------- | ---------------------------------------------------------------------------------------- | --- | --- | ----------------------------------------------------- |  |
| 11月9日  | 歌之王子殿下 Debut Unit DramaCD                                                          | 美風藍（蒼井翔太）、四之宮那月（谷山紀章）、来翔（下野紘） | 「Triangle Beat」 | 遊戲『歌之王子殿下 Debut』插曲                        |  |
| 2012年   |                                                                                          | | |                                                       |  |
| 4月25日  | 少年同盟。 BD・DVD第5卷特典CD                                                            | 蒼井翔太 | 「SORA」 「Graffiti」 「Tomorrow」 | 電視動畫『少年同盟』劇中歌                            |  |
| 7月25日  | 歌之王子殿下 Shining All Star CD                                                         | 壽嶺二（森久保祥太郎）、黑崎蘭丸（鈴木達央）、美風藍（蒼井翔太）、卡繆（前野智昭）                                                                                                   | 「QUARTET★NIGHT」 | 遊戲『歌之王子殿下 All Star』主題曲                   |  |
| 8月22日  | 歌之王子殿下 Idol Song 嶺二&藍                                                           | 美風藍（蒼井翔太） | 「WinterBlossom」 | 遊戲『歌王子殿下 All Star』插入曲                     |  |
| 9月26日  | 歌之王子殿下 duet CD 嶺二&蘭丸／藍&卡繆                                                  | 美風藍（蒼井翔太）&卡繆（前野智昭） | 「月明かりのDEAREST」 | 遊戲『歌王子殿下 All Star』插入曲                     |  |
| 9月26日  | 少年同盟。2 BD・DVD第4卷特典CD                                                           | 蒼井翔太 | 「Candy」 「Over」 「Aqua」 「March」 | 電視動畫『少年同盟』劇中歌                            |  |
| 12月12日 | 歌之王子殿下 Shuffle Unit CD 藍&真斗&翔                                                  | 美風藍（蒼井翔太）&聖川真斗（鈴村健一）&来翔（下野紘） | 「Beautiful Love」 | 遊戲『歌之王子殿下』角色歌曲                          |  |
| 2013年   |                                                                                          | | |                                                       |  |
| 6月7日   | 月歌。系列                                                                               | 水無月涙（蒼井翔太） | 「Rainy moment」 「紫陽花」 | 『月歌。』角色歌曲                                    |  |
| 6月26日  | 歌之王子殿下 真愛2000％ BD & DVD 1 封入特典CD                                            | QUARTET NIGHT［壽嶺二（森久保祥太郎）、黑崎蘭丸（鈴木達央）、美風藍（蒼井翔太）、卡繆（前野智昭）］                                                                                  | 「ポワゾンKISS」 | 電視動畫『歌之王子殿下 真愛2000％』插入曲             |  |
| 12月25日 | 歌之王子殿下 真愛2000％ BD & DVD 7 封入特典CD                                            | Shining・Stars（ST☆RISH & QUARTET NIGHT） | 「Shining Star Xmas」 | 電視動畫『歌之王子殿下 真愛2000％』插入曲             |  |
| 12月25日 | 歌之王子殿下 劇團Shining 假面舞會的幻影                                                  | 壽嶺二（森久保祥太郎）&美風藍（蒼井翔太）&四之宮那月（谷山紀章） | 「マスカレイドミラージュ」 | 遊戲『歌之王子殿下』角色歌曲                          |  |
| 2014年   |                                                                                          | | |                                                       |  |
| 3月26日  | Open your mind                                                                           | ワンダラーミンストレル・エルタ（蒼井翔太） | 「Open your mind」 「天使のレクイエム -海の女神に歌を捧げる儀式の為の唄-」 | 遊戲『巴哈姆特之怒』角色歌曲                          |  |
| 6月18日  | 銀河偶像 超男友 04.土星的チザネ                                                          | チザネ（蒼井翔太） | 「ムーンレット・キャンディ」 |                                                       |  |
| 6月25日  | 歌之王子殿下 Idol Song                                                                   | 美風藍（蒼井翔太） | 「A.I」 「二人のモノグラム」 | 遊戲『歌之王子殿下 All Star After Secret』插入曲      |  |
| 6月27日  | 月歌。系列                                                                               | 水無月涙（蒼井翔太）＆神無月郁（小野賢章） | 「Childish flower」 | 『月歌。』角色歌曲                                    |  |
| 8月13日  | ハロー世界                                                                               | 少年好萊塢 | 「ハロー世界」 「永遠never ever」 | 電視動畫『少年好萊塢 -HOLLY STAGE FOR 49-』片頭曲     |  |
| 8月27日  | 歌王之子殿下 Quartet Song                                                                | 壽嶺二（森久保祥太郎）、黑崎蘭丸（鈴木達央）、美風藍（蒼井翔太）、卡繆（前野智昭）                                                                                                   | 「マリアージュ」 「You're my life」 | 遊戲『歌王之子殿下 All Star After Secret』片頭曲      |  |
| 9月7日   | Z/X -Zillions of enemy X- NC DramaCD① 「超鋼神器ローレンシウム」                         | 戰斗怜亞（上坂堇）、雷鳥超（蒼井翔太）、獅子島・L・七尾（東山奈央）、 倉敷世羅（金元壽子）、超鋼神器ローレンシウム（小野友樹）、 十二使徒 巨蟹宮ムリエル（新田惠海）、旁白（上間江望） | 「僕らの世界」 | 『超鋼神器ローレンシウム』主題曲                      |  |
| 9月26日  | 「月歌。」春日粉絲祭2014 特典CD                                                          | 水無月涙（蒼井翔太） | 「Goodbye seasons」 | 『月歌。』角色歌曲                                    |  |
| 10月8日  | 少年好萊塢-HOLLY STAGE FOR 49- 角色歌曲CD【富井大樹】                                    | 富井大樹（蒼井翔太） | 「僕たちのRevolution」 「籠の中の I love you」 | 電視動畫『少年好萊塢 -HOLLY STAGE FOR 49-』角色歌曲   |  |
| 10月8日  | 少年好萊塢 -HOLLY STAGE FOR 49- BD・DVD第1卷特典CD                                       | 少年好萊塢 | 「ハリウッドルール1・2・5」 | 電視動畫『少年少年好萊塢 -HOLLY STAGE FOR 49-』片尾曲 |  |
| 10月24日 | 月歌。系列                                                                               | 神無月郁（小野賢章）＆水無月涙（蒼井翔太） | 「Sing Together Forever」 | 『月歌。』角色歌曲                                    |  |
| 11月5日  | 少年好萊塢 -HOLLY STAGE FOR 49- BD・DVD第2卷特典CD                                       | 富井大樹（蒼井翔太） | 「運気上昇イエローパンチ」 | 電視動畫『少年好萊塢 -HOLLY STAGE FOR 49-』片尾曲     |  |
| 12月5日  | 銀河偶像 超男友 04.土星的チザネ 續・土星的チザネ 再來一份!                               | チザネ（蒼井翔太） | 「Starlight Cat」 「Virtual Image」 |                                                       |  |
| 12月10日 | 少年好萊塢 -HOLLY STAGE FOR 49- BD・DVD第3卷特典CD                                       | 少年好萊塢 | 「エアボーイズ」 |                                                       |  |
| 12月24日 | 蘭々が「Loop Slider Cider」歌ってみた                                                    | 來宮蘭蘭（蒼井翔太） | 「Loop Slider Cider」 | 『√HAPPY+SUGAR=DARLIN』                               |  |
| 2015年   |                                                                                          | | |                                                       |  |
| 1月7日   | 少年好萊塢 -HOLLY STAGE FOR 49- BD・DVD第4卷特典CD                                       | 少年好萊塢 | 「ハロー世界 Popcorn ver.」 | 電視動畫『少年好萊塢 -HOLLY STAGE FOR 49-』片尾曲     |  |
| 1月28日  | FINAL VICTORY                                                                            | 青道高校野球部 | 「FINAL VICTORY」 | 電視動畫『鑽石王牌』片尾曲                            |  |
| 2月4日   | HOLLY TRIP                                                                               | 少年好萊塢 | 「HOLLY TRIP」 「ロンリーPASSION」 | テレビアニメ『少年好萊塢 -HOLLY STAGE FOR 50-』片頭曲 |  |
| 3月18日  | EXIT TUNES PRESENTS ACTORS3                                                              | 蘆原倖乎（蒼井翔太）、湯山靖隼（增田俊樹） | 「脳漿炸裂ガール 」 |                                                       |  |
| 3月18日  | EXIT TUNES PRESENTS ACTORS3                                                              | 蘆原倖乎（蒼井翔太）、湯山靖隼（增田俊樹）、麻布汐（豐永利行）、 鳴子郁（佐藤拓也）、志戶穗（高橋直純）                                                                              | 「千本桜」※通常版收錄 |                                                       |  |
| 3月18日  | EXIT TUNES PRESENTS ACTORS3                                                              | 芦原倖乎（蒼井翔太） | 「Black Board」 |                                                       |  |
| 3月25日  | Phantasista／Dreamcasting                                                                | TAKUYA（蒼井翔太）、YUMI（新田惠海） | 「Phantasista」 | 舞台劇『夢幻之星Online2 -ON STAGE-』主題曲            |  |
| 3月27日  | 月歌。系列                                                                               | 神無月郁(小野賢章)、文月海(羽多野涉)、葉月陽(柿原徹也) 、 長月夜(近藤隆)、霜月隼(木村良平)、水無月涙(蒼井翔太)                                                                       | 「ONE CHANCE?」 | 『月歌。』角色歌曲                                    |  |
| 3月30日  | 電撃Girl's ACTORS 〜男性聲優翻唱VOCALOID歌曲〜附錄                                       | 芦原倖乎（蒼井翔太） | 「White Prism」 |                                                       |  |
| 4月29日  | 歌之王子殿下 真愛革命 Idol Song 美風藍                                                   | 美風藍（蒼井翔太） | 「Innocent Wind」 「ムネノコドウ」 | 電視動畫『歌之王子殿下 真愛革命』插入曲               |  |
| 4月29日  | 全力少年達のおうたCD 3年級生組合 ユズル&セナ                                             | 結城ユズル（蒼井翔太）、館花セナ（増田俊樹） | 「初体験♥」 「妄想ADVANCE!!」 |                                                       |  |
| 5月13日  | UNICORN Jr.「PANDORA BOX」                                                               | UNICORN Jr.（新堂ツバサ（蒼井翔太）、滝丸アルト（澤城千春）、仲真テルマ（染谷俊之））                                                                                                | 「PANDORA BOX」 「ワガハイはネコである!!!」 「MIS(S)LEAD」 「Q」 |                                                       |  |
| 5月27日  | DYNAMIC CHORD vocalCDシリーズvol.4 apple-polisher                                        | NaL（蒼井翔太） | 「Against the Rules」 | 『DYNAMIC CHORD』角色歌曲                             |  |
| 6月24日  | エボリューション・イヴ                                                                   | QUARTET NIGHT［壽嶺二（森久保祥太郎）、黑崎蘭丸（鈴木達央）、美風藍（蒼井翔太）、卡繆（前野智昭）］                                                                                  | 「エボリューション・イヴ」 「The dice are cast」 | 電視動畫『歌之王子殿下 真愛革命』插入曲               |  |
| 6月26日  | 月歌。系列 水無月涙 Duty                                                                 | 水無月涙（蒼井翔太） | 「Duty」 「Oh…Yes!!」 | 『月歌。』角色歌曲                                    |  |
| 7月1日   | 歌之王子殿下 真愛革命 BD・DVD第1卷封入CD                                                 | Shining・Stars（ST☆RISH ＆ QUARTET NIGHT） | 「GOLDEN☆STAR」 | 電視動畫『歌之王子殿下 真愛革命』插入曲               |  |
| 8月12日  | BLUE WINDING ROAD                                                                        | 青道高校野球部 ［澤村榮純（逢坂良太）、降谷暁（島崎信長）、小湊春市（花江夏樹）、 金丸信二（松岡禎丞）、東条秀明（蒼井翔太）］                                                       | 「BLUE WINDING ROAD」 | 電視動畫『鑽石王牌 - SECOND SEASON-』片尾曲           |  |
| 9月9日   | UNICORN Jr.「アフターバーナー」                                                          | UNICORN Jr.（新堂ツバサ（蒼井翔太）、滝丸アルト（澤城千春）、仲真テルマ（染谷俊之））                                                                                                | 「アフターバーナー」 「Mr.8」 「Uncrowned」 「ストレンジャー」 |                                                       |  |
| 9月16日  | 喧嘩番長 乙女 角色歌曲CD                                                                 | 金春貴之（蒼井翔太） | 「Fight Like Dancing!」 |                                                       |  |
| 9月30日  | Shining All Star CD2                                                                     | 寿嶺二（森久保祥太郎）、黑崎蘭丸（鈴木達央）、美風藍（蒼井翔太）、カミュ（前野智昭）                                                                                                 | 「Starlight Memory」 | 電視動畫『歌之王子殿下』角色歌曲                      |  |
| 10月28日 | WIN GLORY                                                                                | 東条秀明(蒼井翔太) | 「WIN GLORY」 | 電視動畫「鑽石王牌」角色歌曲                          |  |
| 10月30日 | 來到星空旅館♪ 春一篇〜たまらなく君が好き!〜                                              | 春一(蒼井翔太) | 「星空メロディ -春一only ver.-」 「たまらなく君が好き！」 |                                                       |  |
| 11月18日 | THEATER SHINING BLOODY SHADOWS                                                           | 聖川真斗(鈴村健一)、神宮寺蓮（諏訪部順一) 、美風藍(蒼井翔太) | 「BLOODY SHADOWS」 | 遊戲『歌之王子殿下』角色歌曲                          |  |
| 11月18日 | 再一次翻唱系列 蘭蘭的「Milky Star」翻唱                                                  | 來宮蘭蘭(蒼井翔太) | 「Milky Star」 | 『√HAPPY+SUGAR=IDOL』                                 |  |
| 11月25日 | DYNAMIC CHORD documentaryCD feat.apple-polisher                                          | NaL(蒼井翔太) | 「real sensation LIVE. ver」 「this song is dedicated to you. LIVE. ver」 | PCゲーム『DYNAMIC CHORD』角色歌曲                     |  |
| 12月10日 | LOVE:QUIZ～恋する乙女のファイナルアンサー～                                              | ハヅキ(蒼井翔太) | LOVE：QUIZ |                                                       |  |
| 2016年   |                                                                                          | | |                                                       |  |
| 2月14日  | 最愛パティスリー／CLOSED                                                                 | 咲久間陽(齐藤壮马)、咲久間湊(蒼井翔太) | 「最愛パティスリー」 | 『Cafe Cuillere ～カフェ キュイエール～』             |  |
| 2月14日  | 最愛パティスリー／CLOSED                                                                 | 咲久間 湊(蒼井翔太) | 「CLOSED」 | 『Cafe Cuillere ～カフェ キュイエール～』             |  |
| 3月16日  | UNICORN Jr.「F.A」                                                                       | UNICORN Jr.（新堂ツバサ（蒼井翔太）、滝丸アルト（澤城千春）、仲真テルマ（染谷俊之））                                                                                                | 「F.A」 「Unlimited Saga」 「in my youth」 「ヒトカケラ」 |                                                       |  |
| 3月16日  | 五星王子～Complete・Collection～                                                         | 桐野龍臣（蒼井翔太） | 「極上☆C’est bon!」 |                                                       |  |
| 3月25日  | 「世紀末Strong☆Berry」                                                                   | バット(山下大輝)&リン(蒼井翔太) | 「世紀末 Strong☆Berry」 | 電視動畫「北斗之拳 草莓味」片頭曲                     |  |
| 3月30日  | real sensation/this song is dedicated to you.                                            | NaL（蒼井翔太） | 「real sensation」 「this song is dedicated to you.」 | PC遊戲『DYNAMIC CHORD』角色歌曲                       |  |
| 4月13日  | WONDER CORONA！「ビバ★ラッ★チュ」                                                        | WONDER CORONA！（桐原アトム（增田俊樹）&緋室キラ（大河元氣）&新堂ツバサ（蒼井翔太））                                                                                                | 「ビバ★ラッ★チュ」 「裸足のDestiny」 | ピタゴラスプロダクション Shuffle Unit CD              |  |
| 4月27日  | White Kiss                                                                               | 白雪（蒼井翔太） | 「White Kiss」 | PC遊戲『大正×對稱愛麗絲』角色歌曲                     |  |
| 4月27日  | 劇場版KING OF PRISM by PrettyRhythm Song＆Soundtrack                                     | 如月路易（蒼井翔太） | 「pride （如月路易ver.）」 | 劇場版『KING OF PRISM by PrettyRhythm』插入曲         |  |
| 4月27日  | UNICORN Jr.「UNIMATE」                                                                   | UNICORN Jr.（新堂ツバサ（蒼井翔太）、滝丸アルト（澤城千春）、仲真テルマ（染谷俊之））                                                                                                | 「Lonely Silence Monster」 「PANDORA BOX」 「ワガハイはネコである!!!」 「MIS(S)LEAD」 「Q」 「アフターバーナー」 「Mr.8」 「Uncrowned」 「ストレンジャー」 「F.A」 「Unlimited Saga」 「in my youth」 「ヒトカケラ」 「愛が愛のままでありますように」 |                                                       |  |
| 5月18日  | 『超心動！文藝復興』主題曲CD「キミにマジきゅんっ！」                                     | 一条寺帝歌（梅原裕一郎）、墨之宮葵（KENN）、帶刀凜太郎（小野友樹）、 庵條瑠衣（羽多野涉）、土筆茂音（蒼井翔太）、響奏音（江口拓也）                                                  | 「キミにマジきゅんっ！ 」 「Magical Flower 」 | 『超心動！文藝復興』                                  |  |
| 6月15日  | 全力少年們的歌唱CD 3年生組合 ユズル&セナ                                                 | 結城ユズル（蒼井翔太）、館花セナ（增田俊樹） | 「Edge Sketch One Touch♥ 」 「BBA」 | 『全力少年們的歌唱』角色歌曲                          |  |
| 6月15日  | EXIT TUNES PRESENTS ACTORS5                                                              | 蘆原倖乎（蒼井翔太） | 「White Prism」 | 『EXIT TUNES PRESENTS ACTORS』                        |  |
| 6月22日  | 鮮度100%的試唱CD「もぎたて☆レスカ！」                                                    | ルカ・ブラッド(蒼井翔太) | 「もぎたて☆レスカ！ルカver.」 | 『FRESH KISS 100％』                                  |  |
| 6月29日  | 喧嘩番長 乙女 Themesong & Soundtrack                                                     | 箕輪斗斗丸（KENN）、金春貴之（蒼井翔太） | 「愛する者へ捧ぐように 」 | 遊戲『喧嘩番長乙女』片頭曲                            |  |
| 7月6日   | 電視動畫「夢幻之星Online2 The Animation」角色歌曲CD                                      | 橘逸樹(蒼井翔太) | 「エレメントの勇気」 | 電視動畫『夢幻之星Online2 The Animation』角色歌曲     |  |
| 7月13日  | WONDER CORONA！「サマジェラ」                                                            | WONDER CORONA！（桐原アトム（增田俊樹）&緋室キラ（大河元氣）&新堂ツバサ（蒼井翔太））                                                                                                | 「サマジェラ」 「HANABI」 | ピタゴラスプロダクション Shuffle Unit CD              |  |
| 8月17日  | 歌之王子殿下 Shining Dream CD                                                            | 聖川真斗（鈴村健一）、一之瀨時也（宮野真守）、愛島塞西爾（鳥海浩輔）、美風藍（蒼井翔太）、卡繆（前野智昭）                                                                           | 「NIGHT DREAM」 | 遊戲『歌之王子殿下』角色歌曲                          |  |
| 8月26日  | 月歌。 THE ANIMATION 主題歌                                                              | Procellarum（水無月涙、文月海、葉月陽、長月夜、神無月郁、霜月隼 ／CV：蒼井翔太、羽多野涉、柿原徹也、近藤隆、小野賢章、木村良平）                                                     | 「LOLV -Lots of Love-」 | 『月歌。 THE ANIMATION』片頭曲                        |  |
| 9月21日  | ACTORS- Extra Edition 7 -[倖乎・靖隼]                                                    | 蘆原倖乎（蒼井翔太） | 「シティライツ」 |                                                       |  |
| 9月21日  | ACTORS- Extra Edition 7 -[倖乎・靖隼]                                                    | 蘆原倖乎（蒼井 翔太）、湯山靖隼（增田俊樹） | 「shake it！」 |                                                       |  |
| 9月21日  | 全力少年們的歌唱 Best Time♪                                                              | ユズル(蒼井翔太)、セナ(增田俊樹)、リヒト(山下大輝)、キィ(花江夏樹)、タイガ(齊藤壯馬)、トア(梅原裕一郎)                                                                               | 「恋うたBravery」 「夢うた CRAZY★DNA」 | 『全力少年們的歌唱』角色歌曲                          |  |
| 9月28日  | 「Storm flight！」/Fairy April                                                           | 鳳葵陽（蒼井翔太） | 「Storm flight！」 「スリルを頂戴」 | 音樂遊戲『バンドやろうぜ！（來組樂團吧!）』角色歌曲   |  |
| 10月26日 | 電視動畫『超心動！文藝復興』片頭曲「マジきゅんっ！No.1☆」                                | ArtiSTARs［一条寺帝歌（梅原裕一郎）、墨之宮葵（KENN）、帶刀凜太郎（小野友樹）、 庵條瑠衣（羽多野涉）、土筆茂音（蒼井翔太）、響奏音（江口拓也）］                                     | 「マジきゅんっ！No.1☆」 | 電視動畫『超心動！文藝復興』片頭曲                    |  |
| 10月26日 | 電視動畫『超心動！文藝復興』片尾曲「Please kiss my heart」                               | ArtiSTARs［一条寺帝歌（梅原裕一郎）、墨之宮葵（KENN）、帶刀凜太郎（小野友樹）、 庵條瑠衣（羽多野涉）、土筆茂音（蒼井翔太）、響奏音（江口拓也）］                                     | 「Please kiss my heart」 | 電視動畫『超心動！文藝復興』片尾曲                    |  |
| 10月26日 | 「eat sweet Night」/Fairy April                                                          | 鳳葵陽（蒼井翔太） | 「eat sweet Night」 | 音樂遊戲『バンドやろうぜ！（來組樂團吧!）』角色歌曲   |  |
| 10月28日 | 月歌。 THE ANIMATION 第2卷 BD/DVD                                                        | 水無月涙（CV：蒼井翔太） | 「pluvia〜嘘と温もり〜」 | 月歌。 THE ANIMATION 片尾曲                           |  |
| 11月16日 | 再一次翻唱系列 ❤encore 蘭蘭「夏の約束」翻唱 來宮蘭蘭 CV.蒼井翔太                         | 來宮蘭蘭（蒼井翔太） | 「夏の約束」 | 『√HAPPY+SUGAR=VACATION』                             |  |
| 2017年   |                                                                                          | | |                                                       |  |
| 2月15日  | 「雨音Valentine」/Fairy April                                                            | 鳳葵陽（蒼井翔太） | 「雨音Valentine」 | 音樂遊戲『バンドやろうぜ！（來組樂團吧!）』角色歌曲   |  |
| 3月1日   | Duel・Gig! vol.1 -Fairy April EDITION-                                                   | 鳳葵陽（蒼井翔太） | 「雨天決行ガムシャララ」 「eat sweet Night」 「WHIZ」 ※ 特典DVD「雨天決行ガムシャララ」MV | 音樂遊戲『バンドやろうぜ！（來組樂團吧!）』角色歌曲   |  |
| 3月1日   | TVアニメ「MARGINAL#4 KISSから創造(つく)るBig Bang」ED曲 「REAL?/コ・コ・ロ・ヒ・ト・ツ」 | UNICORN Jr.（新堂ツバサ（蒼井翔太）、滝丸アルト（澤城千春）、仲真テルマ（染谷俊之））                                                                                                | 「REAL?」 | 電視動畫『MARGINAL#4 KISS從此創造Big Bang』角色歌曲   |  |

### 其他作品
| 4月26日 | PASSION RIDERS | 相坂優歌、藍井艾露、蒼井翔太、Every♥ing!、大橋彩香、黑崎真音、GRANRODEO、 SCREEN mode、鈴木KONOMI、早見沙織、三森鈴子、LiSA | 「PASSION RIDERS」 | Animelo Summer Live 2016 刻-TOKI- 主題曲 |

### Music Video
| 導演           | 曲名                                        |
| SHOWTA.        |                                             |
| 北隅敏夫       | 「Trans-winter〜冬の向こう側〜」            |
| 篠原哲雄       | 「願い星」                                  |
| 長尾雅章       | 「春なのに」                                |
| 不明           | 「ひとしずく」 「君に、風が吹きますように」 |
| 蒼井翔太       |                                             |
| 今井“LuCY”淳也 | 「UNLIMITED」「Virginal」「秘密のクチヅケ」 |
| 金子雅之       | 「ブルーバード」                            |
| 福居英晃       | 「MURASAKI」                                |

## 演唱會

### 單獨公演
| 年份   | 標題                                            | 公演會場                                                                |
| ------ | ----------------------------------------------- | ----------------------------------------------------------------------- |
| 2014年 | 蒼井翔太 1st LIVE 『Virginal』                  | 5月10日 日本青年館                                                      |
| 2015年 | 蒼井翔太 2nd LIVE 『UNLIMITED』                 | 5月5日 2公演 TOKYO DOME CITY HALL                                       |
| 2016年 | 蒼井翔太 LIVE 2016 WONDER lab. ～僕たちのsign～ | 3月13日 日本武道館                                                      |
| 2017年 | 蒼井翔太 LIVE 2017 WONDER lab. ～prism～        | 2月12日 國立代代木競技場                                                |
| 2017年 | 蒼井翔太 LIVE 2017 WONDER lab. Ø                | 11月25日 - 11月26日 兩國國技館                                          |
| 2019年 | 蒼井翔太 LIVE 2019 WONDER lab. I                | 1月5 - 6日、1月13日、1月26日、2月9日、2月16-17日 武藏野之森綜合體育廣場 |
| 2021年 | 蒼井翔太 ONLINE LIVE at 日本武道館 うたいびと   | 3月6日 日本武道館                                                       |
| 2021年 | 蒼井翔太 LIVE 2021-2022 WONDER lab. coRe        | 2021年12月25日 - 2022年2月12日 東京花園劇院                             |
| 2023年 | 蒼井翔太 LIVE 2023 WONDER lab. Garden           | 1月15日 - 2月18日 兩國國技館                                            |
| 2024年 | 蒼井翔太 LIVE 2024 WONDER lab. DETONATOR        | 1月28日 - 2月25日 TOKYO DOME CITY HALL                                  |
| 2024年 | 蒼井翔太 LIVE 2024 WONDER lab. College          | 12月28日 パシフィコ横浜 国立大ホール                                    |
| 2026年 | 蒼井翔太 LIVE Orchestra 2026 Moments            | 1月17日、1月18日 立川ステージガーデン                                   |

### 參與公演
- BREAK OUT祭（日语：Break_Out_(テレビ番組)）（2014年7月19日）Zepp DiverCity
- S夏祭り（2014年8月13日）TSUTAYA O-EAST
- BREAK OUT祭（2014年11月3日）Zepp Tokyo
- S秋祭り（2014年11月16日）あるあるYY劇場
- BREAK OUT祭（2015年7月11日） Zepp DiverCity
- S夏祭り2015（2015年8月16日） 東京キネマ俱樂部（日语：東京キネマ倶楽部）
- S冬祭り（2015年12月26日） 東京國際論壇
- ARIA冬祭り2017 × S冬祭り2017　(2017年12月29日)　東京国際フォーラム ホールC
- Animelo Summer Live（2015年8月29日）埼玉超級競技場
- Animelo Summer Live（2016年8月28日）埼玉超級競技場
- Animelo Summer Live（2017年8月26日）埼玉超級競技場
- Animelo Summer Live（2018年8月26日）埼玉超級競技場
- Animelo Summer Live（2019年9月1日）埼玉超級競技場
- Animelo Summer Live（2023年8月25日）埼玉超級競技場
- ミューコミ+プレゼンツ 動畫紅白歌合戰（日语：アニメ紅白歌合戦） Vol.5（2016年1月31日）國立代代木競技場第一體育館
- AD-LIVE 2017（2017年10月15日）
- AD-LIVE 2018（2018年9月22日）
- AD-LIVE 10th Anniversary Stage（2018年11月17日）
- King Super Live（2018年8月26日）東京巨蛋
- Bilibili Macro Link-Star Phase（2019年7月21日）梅賽德斯-奔馳文化中心
- めざましテレビ presents T-SPOOK ～TOKYO HALLOWEEN PARTY～(2016年10月30日)　ハロウィンイベント
- DYNAMIC CHORD NO LIMIT VOCAL LIVE 2017 partⅠ～LIGHT～/partⅡ～SHADOW～　(2017年1月15日)  品川ステラボール
- うたの☆プリンスさまっ♪ QUARTET NIGHT LIVEエボリューション 2017　(2017年3月12日)　東京国際フォーラム　ホールA
- うたの☆プリンスさまっ♪ QUARTET NIGHT LIVE FUTURE 2018　（2018年11月3、4)　兵庫・ワールド記念ホール
- うたの☆プリンスさまっ♪ マジLOVELIVE 6th STAGE　(2017年)　西武プリンスドーム
- マジきゅんっ！ルネッサンス 1st LIVE　(2017年5月13、14日)
- 初恋モンスター　スペシャルイベント　（2017年2月26日）日本消防会館

## 其他活動

### 上映會
- マジきゅんっ！ルネッサンス 星フェス準備会！Oct. ～みんなで上映会①～　(2016年10月23日)　新宿ピカデリー
- TVアニメ　デビルズライン　先行上映会　（2018年3月29日）新宿バルト9
- TVアニメ　この音とまれ！　先行上映会　（2019年3月31日）TOHOシネマズ新宿

### 發行記念活動
- ニューシングル発売記念イベント　(2016年8月11日)　一ツ橋ホール
- レンレンと聴く！「キミに捧げる鎮魂歌」スペシャルお楽しみ会♡　（2016年10月2日）
- 小野賢章がゆく 旅友 第八弾～ゲスト：蒼井翔太＆山下大輝篇～　(2018年10月20日)

アニメイト池袋本店 9F イベントホール

### 聯動cafe
- Shouta Aoi×Little Twin Stars Cafe～Halloween Party～　(2018年9月12日-10月14日)

有楽町マルイ
- Shouta Aoi×Little Twin Stars Cafe～Halloween Party～　(2018年9月19日-11月4日)　大阪阪急うめだ本店チアーズ

## 書籍

### 寫真集
- 蒼井翔太1stパーソナルブック SHOWTIMES（2014年5月16日、ISBN 978-4-391-14506-9）
- 蒼井翔太PHOTO COLLECTION TRICK OR MAGIC（2015年6月2日、ISBN 978-4-19-720421-2）
- 蒼井翔太「生きていく」（2019年12月24日、株式会社GARNET、ISBN 978-4-99-112041-1）
- 蒼井翔太「Collage」（2024年12月4日、 キングレコード株式会社）

### 導覽書
- 福井ノススメ 声地探訪vol.2 蒼井翔太編（2017年9月27日、小学館クリエイティブ、ISBN 9784778036119）[26]

### 雜誌
2006年
- 2006年 7月号（通卷28號）月刊アピーリング（Appeal+ing）
- 2006年11月号（通卷31號）月刊アピーリング（Appeal+ing）

2007年
- 「MAKERS」インタビュー※FreePaper
- 2007年9月號 「ARENA37℃9月号」採訪
- 8/25発売 タウン情報誌「MONMIYA」採訪